# Académie Julien Sacaze
Pour les articles homonymes, voir Sacaze.
L'Académie Julien Sacaze est une société savante, fondée le 20 septembre 1922, dont le siège est situé au château Lassus Nestier, Musée du Pays de Luchon, à Bagnères-de-Luchon.

## Historique
L'Académie Julien Sacaze se veut l'héritière du grand épigraphe Julien Sacaze (1847-1889) qui fonda l'Association pyrénéenne, destinée à être une institution de contacts scientifiques. Elle s'est fixé comme mission de continuer son œuvre.  
Parmi les autres secrétaires de l'Académie, figurèrent le Luchonnais Henri Pac, Paul Barrau de Lorde, par ailleurs président de la Société des Études du Comminges de 1954 à 1958. Les maires de la ville de Luchon sont statutairement membres d'honneur de l’académie.
L'Académie vient de fêter ses 100 ans d'activité.

## Objectifs et actions de l'académie
Elle a pour objet l'étude de toute question scientifique, littéraire ou artistique se rapportant aux Pyrénées centrales et plus particulièrement au pays de Luchon. Ses domaines d'intervention sont donc l'archéologie, la biologie, la zoologie, la botanique, la géologie, l'histoire des sciences et techniques, l'histoire générale, la linguistique, dans les domaines géographiques de la Gascogne et de la région Midi-Pyrénées.
Elle confie sa collection patrimoniale au musée du Pays de Luchon.
L'Académie Julien Sacaze publie ses études dans la Revue de Comminges et organise fréquemment des conférences ouvertes au public.